# Necrópole de Sarrebourg
A necrópole de Sarrebourg é uma necrópole localizada no território da comuna de Sarrebourg, no departamento de Moselle em França. Foi criada após a Primeira Guerra Mundial para servir de última morada aos combatentes. A necrópole também é o cemitério reservado aos prisioneiros de guerra mortos em cativeiro. Também lá se encontra um ossuário. Tem 13000 túmulos.